# Al-ʿAbbās ibn ʿAbd al-Muṭṭalib
al-ʿAbbās ibn ʿAbd al-Muṭṭalib (in arabo العبّاس بن عبد المطّلب ‎?; 566 circa – 653) è stato lo zio paterno del profeta Maometto, e fratello di suo padre ʿAbd Allāh b. ʿAbd al-Muṭṭalib. Fu musulmano come il fratello Ḥamza b. ʿAbd al-Muṭṭalib).

## Descrizione
Nacque attorno al 566. Fu, dopo Ḥamza b. ʿAbd al-Muṭṭalib, lo zio più giovane di Maometto e, secondo una tradizione, fu - insieme a Ḥamza - uno dei due zii paterni dl Profeta ad abbracciare l'Islam. Gli storiografi legati al Califfato abbaside (750-1258) sostennero che la sua conversione non fosse in realtà avvenuta alla vigilia della decisiva conquista di Mecca del 630, bensì assai prima e che tale conversione era stata non pubblicizzata per mera opportunità politica.
Come tutti gli esponenti del proprio clan fu un abile mercante. Sposò Lubāba bint al-Ḥārith, meglio conosciuta come Umm al-Faḍl, che fu la seconda donna, dopo la sua fidata amica Khadīja bint Khuwaylid, ad abbracciare l'Islam. Numerosi sono i ḥadīth che riferiscono della ferma fede e della pietà religiosa di Lubāba, capace di contrastare Abu Lahab, acerrimo nemico dell'Islam, e di generare il fedele tradizionalista ʿAbd Allāh ibn ʿAbbās.
Nonostante l'influenza della moglie, la conversione di al-ʿAbbās b. ʿAbd al-Muṭṭalib avvenne ufficialmente soltanto dopo la sua cattura nella battaglia di Badr del 17 marzo 624, in cui i musulmani inflissero una dura sconfitta agli avversari meccani e un certo Abū l-Yasar, assistito nel corso della battaglia da un angelo, sarebbe riuscito a far prigioniero al-ʿAbbās b. ʿAbd al-Muṭṭalib.

L'evento si rivelò decisivo per la sua conversione e, abbracciato l'Islam, fu soprannominato dal Profeta “L'ultimo dei rifugiati”, ottenendo il grande privilegio, poi ereditato dai suoi discendenti, di provvedere alla siqāya, la distribuzione dell'acqua di Zemzem ai pellegrini.
La tradizione lo ricorda anche in occasione dell'Accordo di al-Hudaybiyya, che permise ai musulmani di accedere alla Mecca, recarsi nei luoghi santi e rimanervi per i tre giorni indispensabili all'espletamento del piccolo pellegrinaggio (ʿumra). Al tempo, la Città Santa era divisa tra idolatri e coloro che sostenevano il nuovo culto islamico e, nonostante le persecuzioni, lo stesso al-ʿAbbās b. ʿAbd al-Muṭṭalib rese palese in quel momento la sua adesione all'Islam. Invece di ritirarsi dalla città insieme agli altri Quraysh, egli attese Maometto per augurargli il benvenuto e partecipò a sua volta al rito, incurante delle conseguenze che la sua defezione avrebbe provocato.
Si narra anche che, quale segno di riconciliazione, offrisse in sposa al nipote la cognata Maymūna, colei che fu l'ultima moglie di Maometto e quindi anch'ella definita dall'Islam “Madre dei Credenti”. La comunità musulmana fece allora richiesta di una dilazione alla tregua di tre giorni concordata con i Meccani per il tempo necessario alla celebrazione ma, all'opposizione dei pagani, la funzione fu celebrata fuori della città, con l'entusiastica partecipazione dei nuovi fedeli.
ʿAbbās ibn ʿAbd al-Muṭṭalib fu un devoto credente fino al momento della sua morte, avvenuta nel 653.
Trovò sepoltura presso il cimitero del Baqīʿ al-Gharqad a Medina, ma la sua memoria sopravvisse grazie essenzialmente alla persona del figlio ʿAbd Allāh b. ʿAbbās, accreditato per essere uno dei migliori tradizionisti.